# Szabó Jenő (főrend)
Szabó Jenő (Fancsika, 1843. szeptember 30. – Budapest, 1921. augusztus 24.) miniszteri tanácsos, főrendiházi tag, közgazdasági szakember.

## Élete
Az Ugocsa vármegyei Fancsikán született, édesapja itt volt görögkatolikus pap. A gimnáziumot Ungvárt, a jogi egyetemet Pesten végezte. Egy évi gyakornokoskodás után 1866 júliusában Ürményi József tiszavölgyi királyi biztos mellett mint fogalmazó állami szolgálatba lépett. 1868-ban az akkori közmunka- és közlekedésügyi (később kereskedelmi) minisztériumba lépett át, ahol Gorove István minisztersége alatt mint az elnöki osztály titkára működött, azután pedig a vasúti szakosztályba helyeztetett át, melyben mindvégig megmaradt és 1874-ben osztálytanácsossá, 1887-ben pedig miniszteri tanácsossá neveztetett ki. Mint ilyen a vasúti és gyári szakosztálynak volt a főnöke, egyúttal pedig az államvasúti gépgyár és a diósgyőri acélgyár felügyelő bizottságának elnöki tisztével is megbízatott.
A Tisza Kálmán-kormány megalakulása után a bonyolult kamatbiztosítási és a építési kártalanítási ügyeknek ő volt az előadója, ugyanekkor főleg az ő közreműködésével sikerült az összes magyar vasutak kárbiztosítási szövetkezetét megalakítani, melyhez később az osztrák vasutak is csatlakoztak. 1880-tól 1892-ig, a tiszai vasút megváltásától az osztrák-magyar államvasút megváltásáig, az összes vasút-államosítási ügyeknek szintén ő volt az előadója. 1892-ben Ő felsége a magyar-román vasúti csatlakozási szerződés megkötésére őt nevezte ki első teljhatalmú megbízottjának, mely megbízatás közjogi fontossággal is bírt annyiban, mert ez volt az első eset, hogy úgy Magyarország, mint Ausztria külön kötötte meg a maga csatlakozási szerződését, s hogy annak a megkötésére a közös külügyi hivatal helyett az illetékes magyar és osztrák szakminisztériumok osztályfőnökei lettek felhatalmazva.
A terhes szolgálat által megviselt egészségi állapota miatt 1893 tavaszán 26 évi szolgálat után nyugalomba lépett. A Lipót- és Vaskorona-rend III. osztályú, illetve kiskeresztjével és a román koronarend nagy tiszti jelvényével tüntették ki. A főrendiháznak 1896-ban lett tagja. 1898-ban megalakította a magyar liturgiáért küzdő Görög szertartású katolikus magyarok országos bizottságát. 1905-ben Fejérváry Géza miniszterelnök felajánlotta számára a kereskedelmi, később pedig a pénzügyminiszteri tárcát, Szabó azonban vállalta ezek közül egyiket sem. Csak a vallás- és közoktatásügyi minisztérium vezetését fogadta volna el a saját bevallása szerint, ugyanis ennek élén tudott volna meg a görög-katolikus magyarság érdekében működni.
Szakcikkeket írt 1877-től fogva a Vasúti- és Közlekedési Közlönybe és a Budapesti Szemlében (1877. Néhány szó a vasutak csoportosításáról, Rectificatio).

## Munkái
- Magyar kir. államvasutak jelzési utasítása. Bpest, 1885. (Névtelenül.)
- Vasúti politikánk. Budapest, 1886.
- Baross Gábor rendszere és művei. Uo. 1894. (Különnyomat a Budapesti Szemléből).
- Vasuti politikánk fejlődéséhez. Uo. 1895. (Cikkek a Budapesti Szemléből Varró Péter álnév alatt).
- Emlékkönyv a görög katholikus magyarok római zarándoklásáról. Budapest, 1901.
- A magyarországi görög-katholikusok nyelvi statisztikája és az ó-hitű magyarság veszedelme. Kéziratképen. Uo. (1903).
- A görög-katholikus magyarság utolsó Kálvária-útja 1896-1912. Dolgozataiból és beszédeiből egybeáll., bev. és jegyz. kíséri Sztripszky Hiador. Budapest, 1913. Online
- Egy bukaresti tanár a hajdúdorogi egyházmegyéről. Budapest, 1913.